# Ролингс, Джерри
Дже́рри Джон Ро́лингс (англ. Jerry John Rawlings; 22 июня 1947, Аккра — 12 ноября 2020, там же) — государственный, военный и политический деятель Республики Гана. Глава государства в 1979 и 1981—2001 годах.

## Биография
Родился 22 июня 1947 года в семье фармацевта, шотландца по происхождению, и владелицы гостиницы, представительницы народности эве.
В рядах вооружённых сил с 1967 года. Окончил Ганскую военную академию и авиационное училище в Такоради (в 1969), а также курсы совершенствования лётного мастерства в Великобритании и Италии. Награждён престижным призом «Птица Скорости» как лучший в лётном мастерстве курсант (летал на Су-7).
С апреля 1978 — лейтенант ВВС. Как офицер, отличался дисциплинированностью, ответственностью и моральными качествами.

## Первый период правления
15 мая 1979 года лейтенант Ролингс вместе с группой младших военных неудачно пытался свергнуть режим генерала Ф.Акуффо и был арестован 28 мая (его ждал смертный приговор). Его заявление перед судом, объясняющее совершённые действия глубокой социальной несправедливостью в стране, получило сильный общественный резонанс. В частности, самые разные армейские круги выразили глубокое согласие с его целями.
4 июня 1979 года был освобождён из тюрьмы солдатами и возглавил военный переворот (поддержанный многочисленными гражданскими лицами), с боем свергнувший режим генерала Ф.Акуффо. Власть перешла к Революционному совету вооружённых сил (РСВС) из 16 младших офицеров, председателем которого стал Ролингс. РСВС заявил, что он взял власть на короткий срок с единственной целью провести чистку вооружённых сил и управленческого аппарата от коррумпированных лиц, виновных в создании экономического хаоса. «За преступления против государства» были казнены восемь высших военных чинов, в их числе трое бывших военных руководителей Ганы А. Африфа, И.Ачампонг и Ф.Акуффо и трое судей Верховного Суда. Сотни высокопоставленных чиновников были осуждены на длительные сроки каторжных работ с конфискацией имущества. Был национализирован ряд компаний, в основном принадлежавших индийцам и ливанцам, взысканы штрафы с лиц, уклонявшихся от уплаты налогов, конфискованы крупные запасы товаров с подпольных складов спекулянтов.
Парламентские выборы 18 июня 1979 года, проведённые по решению РСВС, принесли победу левой Народной национальной партии. На состоявшихся в июле президентских выборах победу одержал её кандидат Х.Лиманн. 24 сентября РСВС официально и добровольно передал власть новому гражданскому правительству.

## Действия в первый период правления
В период правления РСВС Гана признала Сахарскую Арабскую Демократическую Республику. Выступление Д.Ролингса на VI конференции неприсоединившихся стран в Гаване в сентябре 1979 года свидетельствовало о стремлении военных придать внешней политике Ганы антиимпериалистическую направленность, а также укрепить связи с прогрессивными африканскими режимами. Мероприятия РСВС создали благоприятные условия для популяризации идеи возвращения к политическим принципам времён правления первого президента страны К. Нкрумы.
Режим Ролингса широко применял революционные методы в своей политике и левую фразеологию, хотя к социализму, как отмечали зарубежные эксперты, не тяготел. Объективно шаги РСВС открыли возможности для серьёзных политических преобразований. Были успешно преодолены оппозиция национальной буржуазии новому режиму и недоверие к нему соседних государств, которые боялись нарушения политического равновесия в Западной Африке.

## Возвращение к власти
Пришедшая к власти администрация Лиманна, несмотря на свои предвыборные обещания, не смогла вывести страну из полномасштабного кризиса. В начале 1980-х годов Гана оказалась в катастрофическом положении. Значительно упали производство продовольственных товаров, объём экспорта, добыча полезных ископаемых, пришла в негодность инфраструктура, в полном расстройстве оказались финансы, невиданных масштабов достигли коррупция, преступность, тревожный размах приняла эмиграция. В этих условиях росла популярность Ролингса, выступавшего с резкой критикой властей. Президент уволил его в отставку и привлек к суду, начал поощрять этнические армейские ассоциации, рассчитывая лишить лейтенанта — выходца с востока страны — поддержки северян, составлявших большинство сержантского состава ганской армии.
В ночь на 1 января 1982 года Ролингс возглавил бескровный военный переворот, в ходе которого правительство Лиманна было свергнуто. Была отменена Конституция страны и запрещена деятельность всех политических партий. Власть перешла к Временному совету национальной обороны (ВСНО), председателем которого стал Ролингс. Он заявил, что военные намерены осуществить «национально-демократическую революцию», которая в корне изменит к лучшему жизнь ганцев. Все местные органы исполнительной власти были распущены, а их полномочия переданы комитетам защиты революции (КЗР), целью которых было провозглашено «вовлечение народа в управление страной и создание демократии нового типа». Эти комитеты активно участвовали в борьбе с преступностью, коррупцией, контрабандой, контролировали деятельность предприятий и учреждений, занимались распределением продовольствия и т. п. Однако уже к концу 80-х годов полномочия их были урезаны и усилен контроль правительства над их деятельностью.
Основной задачей новой власти было восстановление экономики страны. Был ослаблен контроль над частным сектором, принят новый инвестиционный кодекс, обеспечивавший льготы иностранным вкладчикам, введён «плавающий» курс национальной валюты по отношению к западноевропейским валютам, установлены новые налоги, сокращены государственные расходы, снят контроль над ценами, а зарплата заморожена. Ведение вопросами образования, развития инфраструктуры и здравоохранения были переданы на районный уровень (110-ти районов), в результате финансирование пошло напрямую, что резко снизило коррупцию и повысило эффективность затрат.
С ноября 1983 года в Гану стали поступать значительные средства в виде займов и кредитов от международных валютно-финансовых учреждений, в частности МВФ и западноевропейских стран. Уже в 1983—1986 среднегодовые темпы роста ВВП составили 6,5 %, а внешний долг страны уменьшился в 2,5 раза. Был введён 10%-ный налог НДС. Инфляция за короткий период упала втрое, выросли промышленное и сельскохозяйственное производство, добыча алмазов, бокситов и марганца. В целом правительству Ролингса удалось добиться стабильного экономического подъема. Устойчиво развивались ведущие экспортные отрасли, выросла производительность труда, увеличилась загрузка производственных мощностей. Была восстановлена транспортная сеть, реконструированы порты, снижена инфляция, расширена сеть учреждений здравоохранения и образования. Экономическая либерализация сопровождалась корректировкой внутриполитического курса. Была провозглашена «политика национального примирения». Началась активная электрификация отсталых северных районов страны. Правительство добилось возвращения десятков тысяч ганцев, работавших в Нигерии, предоставив всем достойные рабочие места. Активное развитие получили здравоохранение и просвещение.
У Д. Ролингса сложились тесные отношения с Томасом Санкарой с подчёркиванием общих взглядов и проблем, стоящих перед Ганой и Буркина-Фасо.
В 1983—1986 годах были предприняты 17 попыток его свержения, в которых в том числе участвовали наёмники, заброшенные с территорий соседних Кот-д'Ивуара и Того.
Правительство продемонстрировало возможность перехода от военного режима к конституционному правлению без потрясений и длительных переходных программ. Возвращение Ганы к демократическому государственному устройству началось с проведения в начале 1989 года выборов на непартийной основе в местные собрания всех 110 районов страны. На всенародном референдуме 28 апреля 1992 года была одобрена новая конституция, предусматривающая создание в стране многопартийной политической системы. 18 мая 1992 года был снят запрет на деятельность политических партий (сам Ролингс основал и возглавил Национальный Демократический Конгресс (НДК), партию левоцентристской, социал-демократической направленности, ныне члена Социнтерна).
3 ноября 1992 года в стране состоялись первые за 10 лет президентские выборы, победу на которых одержал Ролингс, уволившийся к тому времени из рядов вооруженных сил и выступивший единым кандидатом от НДК, Партии национального соглашения и движения «Каждый ганец живёт всюду» — 58,3 % голосов (НДК получил 189 из 200 мест в парламенте). 7 января 1993 года он принял присягу как президент Ганы и тем самым вошёл в новейшую историю страны как первый бывший глава военного режима, избранный президентом республики демократическим путём.
Активно осуществлял поиск новых иностранных инвестиций в экономику страны. Они были одной из главных целей официальных визитов в Китай, Малайзию и Сингапур в 1995, а также в Японию в 1997 году. Вёл переговоры по этой проблеме с американскими инвесторами во время встречи с деловыми кругами штата Техас (1995), накануне выборов 1996 года обсуждал тему инвестиций во время визита в Германию. При его содействии в июне 1996 года в г.Аккра состоялась Первая конференция по вопросам привлечения частных инвестиций в экономику африканских стран.
Принял самое активное участие в качестве посредника в примирении сторон в Первой гражданской войне в Либерии. Именно благодаря его усилиям в августе 1995 года состоялось подписание соглашения о прекращении огня. Выступал также посредником в конфликтах в Кот-д’Ивуаре, Того, Гвинее-Бисау и Сьерра-Леоне.
На выборах 7 декабря 1996 года был переизбран на пост главы государства, получив 57,4 % голосов, а его НДК — 133 из 200 мест в парламенте.
Весь период его правления сохранялся один экономико-политический курс, приведший к несомненным успехам (например, производство продовольствия выросло в только 1994—2000 на 148 %, развернулось дорожное строительство и была электрифицирована оставшаяся (около 80 %) часть территории страны).
При его правлении были открыты первые мемориалы Кваме Нкрумы и Уильяма Дюбуа. Почти 40 процентов государственных расходов было направлено на образование и здравоохранение. Резко расширилась сеть поликлиник и больниц, активизировалось жилищное строительство. Был образован общегосударственный Фонд образования, субсидирующий просвещение ганцев, расширена сеть школ (минимум две школы высшего уровня в каждом районе) и политехнических колледжей, а педагогический колледж Виннеба расширен, реорганизован и преобразован в полноценный университет.

## Жизнь после президентства
В 2000 году отказался от участия в президентских выборах и ушёл из политики, объявив своим преемником вице-президента Джона Миллса.
Во внешней политике поддерживал национально-освободительное движение Юга Африки, движение панафриканизма. Сам Ролингс внёс большой вклад в урегулирование ситуации в Либерии, где 5 лет шла гражданская война. Признанием авторитета Ролингса стало избрание его в 1994 председателем ЭКОВАС (Экономическое сообщество стран Западной Африки). Он является лауреатом премии им. Н. Азикиве, которая вручается за эффективное руководство страной и международной премии по борьбе с голодом (1993) — все средства потратил на оборудование и покупку книг для ганских университетов.
Являлся почётным доктором права колледжа Medgar Evers, Нью-Йоркского университета и имеет докторскую степень Линкольнского университета по дипломатии и развитию и Университета Соко в Японии, а также являлся почётным доктором юридических наук Университета Глазго.
Награждён ганскими и кубинскими орденами. После ухода в отставку в августе 1997 года награждён орденом Ямайки. Имел также высшую награду ФАО, медаль Agricola.
На большинстве официальных мероприятий предпочитал появляться в ганской национальной одежде или в темно-синем блейзере, который подчеркивал его военную выправку. Предпочитал жить отдельно от семьи на территории казармы.
Ролингс превратил страну в одну из самых стабильных африканских демократий и добился постоянного экономического роста. Читал лекции в разных университетах мира (включая Оксфордский)
Критиковал курс правительства своего бывшего протеже Джона Миллса, перед выборами 2013 года выступал резко против команды Миллса, поддерживал выдвижение своей жены Наны в качестве кандидата на пост президента от правящей партии (добиться этого не удалось).
Был лично скромен, остался в звании лейтенанта ВВС. С 2010 года являлся посланником Африканского союза в Сомали.
Скончался 12 ноября 2020 года в госпитале университета Корле-Бу (англ., в Аккре, после кратковременной болезни. После его смерти в стране был объявлен недельный траур.

## Хобби
Увлекался чтением, автогонками, водным поло, верховой ездой, конструированием летательных аппаратов, пилотированием самолётов. В период президентства предпочитал летать за рубеж на личном самолете-истребителе Су-7.
В американском документальном фильме Life and Debt («Жизнь и долг») (2001), а также сериале «Тэвис Смайли» (2004) сыграл самого себя.

## Семья
С 1977 года жена — Нана Конаду Агеман Ролингс (англ. Nana Konadu Agyeman Rawlings) (род. 17.11.1948), ашанти из семьи чиновника и преподавательницы, католичка, с 1982 года — глава женского «Движения 31 декабря», c 2009 года — 1-й вице-председатель НДК. Имеет несколько высших образований (в том числе Университета Джонса Хопкинса), специалист по дизайну, художник. Благодаря её усилиям Гана стала первой африканской страной, ратифицировавшей Конвенцию ООН о правах ребёнка. Стала инициатором принятия закона о правах наследования при отсутствии завещания, утвердившей права женщин в Гане. При активном участии её движения и её лично в Гане открыто около 1000 дошкольных детских учреждений.
Дочери Занетор (англ. Zanetor Agyeman-Rawlings) (род. 1978, доктор наук), Яа Асантева и Амина, сын Кимати.

## Награды
- орден «Хосе Марти» (Куба) — июль 1984 года[14]